# 哈罗德·基特森
哈罗德·基特森（英語：Harold Kitson，1874年6月17日—1951年11月30日），南非男子网球运动员。他曾代表南非参加1908年和1912年夏季奥林匹克运动会网球比赛，其中1912年奥运会获得一枚金牌和一枚银牌。